# Stephan Kuhl
Stephan Kuhl (* 27. März 1968 in Köln, wohnhaft in Kall) ist ein ehemaliger deutscher Badmintonspieler.
1988 wurde er erstmals Meister bei den Erwachsenen im Doppel mit Uwe Scherpen. 1992 startete er bei Olympia und wurde 33. im Einzel und 17. im Herrendoppel mit Stefan Frey. Im selben Jahr gewannen beide bei der Badminton-Europameisterschaft 1992 überraschend Bronze.
Nach seiner aktiven Karriere war er u. a. Nationaltrainer am Stützpunkt des Deutschen Badminton-Verbands in Mülheim an der Ruhr und ist aktuell Trainer beim Badminton Zweitligisten CfB Köln.

## Erfolge
| Saison    | Veranstaltung                     | Disziplin    | Platz | Name |
| --------- | --------------------------------- | ------------ | ----- | --- |
| 1983/1984 | Deutsche Einzelmeisterschaft U16  | Herrendoppel | 2     | Frank Hochstrate (FC Langenfeld) / Stephan Kuhl (TTC Brauweiler) |
| 1985/1986 | Deutsche Einzelmeisterschaft U18  | Herrendoppel | 1     | Frank Hochstrate / Stephan Kuhl (FC Langenfeld) |
| 1985/1986 | Deutsche Einzelmeisterschaft U22  | Mixed        | 2     | Stephan Kuhl (TTC Brauweiler) / Katrin Schmidt (TuS Wiebelskirchen) |
| 1985/1986 | Deutsche Einzelmeisterschaft U18  | Herreneinzel | 2     | Stephan Kuhl (TTC Brauweiler) |
| 1986/1987 | Deutsche Einzelmeisterschaft      | Herrendoppel | 3     | Guido Schänzler / Stephan Kuhl (TTC Brauweiler) |
| 1986/1987 | Deutsche Einzelmeisterschaft      | Herreneinzel | 3     | Stephan Kuhl (TTC Brauweiler) |
| 1986/1987 | Deutsche Einzelmeisterschaft U22  | Mixed        | 1     | Stephan Kuhl / Katrin Schmidt (TTC Brauweiler 1948 / TuS Wiebelskirchen) |
| 1987/1988 | Deutsche Einzelmeisterschaft      | Herrendoppel | 1     | Uwe Scherpen / Stephan Kuhl (FC Langenfeld) |
| 1987/1988 | Deutsche Einzelmeisterschaft U22  | Herrendoppel | 1     | Robert Neumann / Stephan Kuhl (TTC Brauweiler 1948 / FC Langenfeld) |
| 1988      | Czechoslovakian International     | Herrendoppel | 1     | Stephan Kuhl / Robert Neumann |
| 1988      | Austrian International            | Herrendoppel | 1     | Stephan Kuhl / Robert Neumann |
| 1988/1989 | Deutsche Einzelmeisterschaft      | Herreneinzel | 3     | Stephan Kuhl (FC Langenfeld) |
| 1989/1990 | Deutsche Einzelmeisterschaft      | Herrendoppel | 1     | Markus Keck / Stephan Kuhl (SV Fortuna Regensburg / FC Langenfeld) |
| 1990      | Irish Open                        | Herrendoppel | 1     | Stephan Kuhl / Kai Mitteldorf |
| 1990      | Swiss Open                        | Herrendoppel | 1     | Stefan Frey / Stephan Kuhl |
| 1990/1991 | Deutsche Einzelmeisterschaft      | Herrendoppel | 3     | Stephan Kuhl / Michael Keck (1. BV Mülheim / Fortuna Regensburg) |
| 1991/1992 | Deutsche Hochschulmeisterschaft   | Herrendoppel | 1     | Stephan Kuhl / Martin Kranitz (Uni Saarbrücken) |
| 1991/1992 | Deutsche Einzelmeisterschaft      | Herrendoppel | 1     | Stephan Kuhl / Stefan Frey (BC Eintracht Südring Berlin / TV Mainz-Zahlbach) |
| 1992      | Olympia                           | Herrendoppel | 17    | Stephan Kuhl / Stefan Frey |
| 1992      | Olympia                           | Herreneinzel | 33    | Stephan Kuhl |
| 1992      | Europameisterschaft               | Herrendoppel | 3     | Stephan Kuhl / Stefan Frey |
| 1993/1994 | Deutsche Einzelmeisterschaft      | Herrendoppel | 2     | Michael Keck / Stephan Kuhl (FC Langenfeld / OSC Düsseldorf) |
| 1993/1994 | Deutsche Hochschulmeisterschaft   | Mixed        | 1     | Stephan Kuhl / Anne-Katrin Seid (Uni Köln / Uni Ulm) |
| 1993/1994 | Deutsche Einzelmeisterschaft      | Mixed        | 2     | Stephan Kuhl / Kerstin Ubben (TuS Wiebelskirchen / OSC Düsseldorf) |
| 1994      | Welthochschulmeisterschaft        | Mixed        | 1     | Stephan Kuhl / Anne-Katrin Seid |
| 1994      | Welthochschulmeisterschaft        | Herreneinzel | 3     | Stephan Kuhl |
| 1994/1995 | Deutsche Einzelmeisterschaft      | Mixed        | 3     | Stephan Kuhl / Kerstin Ubben (OSC Düsseldorf) |
| 1994/1995 | Deutsche Einzelmeisterschaft      | Herrendoppel | 3     | Stefan Frey / Stephan Kuhl (TV 1884 Neckarau / OSC Düsseldorf) |
| 1995/1996 | Deutsche Einzelmeisterschaft      | Herrendoppel | 2     | Stephan Kuhl / Björn Siegemund (OSC Düsseldorf / Fortuna Regensburg) |
| 1995/1996 | Deutsche Einzelmeisterschaft      | Mixed        | 2     | Stephan Kuhl / Nicol Pitro (OSC Düsseldorf / TuS Wiebelskirchen) |
| 1996/1997 | Deutsche Einzelmeisterschaft      | Mixed        | 2     | Stephan Kuhl / Nicol Pitro (SC Bayer 05 Uerdingen / TuS Wiebelskirchen) |
| 1997/1998 | Deutsche Einzelmeisterschaft      | Mixed        | 1     | Stephan Kuhl / Nicol Pitro (SC Bayer 05 Uerdingen / SV Fortuna Regensburg) |
| 1999/2000 | Deutsche Einzelmeisterschaft      | Herrendoppel | 3     | Stephan Kuhl / Boris Reichel (SC Bayer 05 Uerdingen) |
| 1999/2000 | Deutsche Einzelmeisterschaft      | Mixed        | 3     | Stephan Kuhl (SC Bayer 05 Uerdingen) / Kerstin Ubben (Hamburg) |
| 2000/2001 | Deutsche Mannschaftsmeisterschaft | Mannschaft   | 3     | SC Bayer 05 Uerdingen (Simon Archer, Judith Meulendijks, Rune Massing, Nicole Grether, Chris Bruil, Rikke Olsen, Colin Haughton, Silke Gabriel, Kenneth Jonassen, Christine Skropke, Stephan Kuhl, Kristof Hopp, André Bertko, Jürgen Arnold)                       |
| 2000/2001 | Deutsche Einzelmeisterschaft O32  | Herrendoppel | 1     | Stephan Kuhl / Karl-Heinz Mitteldorf (SC Bayer 05 Uerdingen / SC Union 08 Lüdinghausen) |
| 2001/2002 | Deutsche Mannschaftsmeisterschaft | Mannschaft   | 1     | SC Bayer 05 Uerdingen (Kenneth Jonassen, Kristof Hopp, Chris Bruil, Rune Massing, Rikke Olsen, Nicole Grether, Colin Haughton, Judith Meulendijks, Erika van der Heuvel, Christine Skrpoke, Silke Gabriel, Simon Archer, Jürgen Arnold, André Bertko, Stephan Kuhl) |
| 2002/2003 | Deutsche Mannschaftsmeisterschaft | Mannschaft   | 1     | SC Bayer 05 Uerdingen (Simon Archer, Rune Massing, Chris Bruil, Colin Haughton, Kenneth Jonassen, Stephan Kuhl, Kristof Hopp, André Bertko, Jürgen Arnold, Judith Meulendijks, Nicole Grether, Rikke Olsen, Silke Gabriel, Christine Skropke)                       |
| 2003/2004 | Deutsche Einzelmeisterschaft O35  | Herrendoppel | 1     | Kai Mitteldorf / Stephan Kuhl (SC Union 08 Lüdinghausen / BC Viernheim) |
| 2004/2005 | Deutsche Einzelmeisterschaft O35  | Herrendoppel | 1     | Kai Mitteldorf / Stephan Kuhl (SC Union 08 Lüdinghausen / BC Viernheim) |
| 2005/2006 | Deutsche Einzelmeisterschaft O35  | Herrendoppel | 1     | Stefan Kuhl / Kai Mitteldorf (1. BC Düren / SC Union 08 Lüdinghausen) |
| 2006/2007 | Deutsche Einzelmeisterschaft O35  | Herrendoppel | 1     | Stefan Kuhl / Uwe Ossenbrink (1. BC Düren / TuS Wiebelskirchen) |